# North Dissington
North Dissington var en civil parish 1866–1955 när det uppgick i Ponteland, i grevskapet Northumberland i England. Civil parish var belägen 16 km från Morpeth och hade 61 invånare år 1951.